# Соссюрея альпийская
Соссюрея альпийская, или Горькуша альпийская (лат. Saussurea alpina) — вид травянистых растений рода Соссюрея (Saussurea) семейства Сложноцветные (Asteraceae).

## Ботаническое описание
Многолетнее растение с ползучим корневищем. Стебли от 8 до 50 см длины, прямые, одиночные, редко в числе двух и более, простые или иногда в соцветии ветвистые, обычно зелёные или реже темноокрашенные, более менее опушенные или голые. Листья сверху зелёные, в типе голые, снизу то сероватопаутинистые от длинных, спутанных, тонких волосков, то голые, иногда украшены редкими сидячими железками, по краю с нечастыми хрящеватыми зубчиками или цельные, в типе край листа не завернут книзу. Цветы фиолетово—розовые длиною 1,1 см, узкая часть трубки 5 мм, почти равная расширенной ее части долями отгиба. Придатки пыльников сильно волосистые. Хохолок около 9 мм, внутренние щетинки длинноперистые. Плод семечка около 3—4 мм, буроватая.

## Распространение
В России встречается в Европейской части, Западной и Восточной Сибири.

## Значение и применение
Поедается европейским лосём (Alces alces Linnaeus). Случаи поедания отмечены в Лапландском заповеднике.

## Классификация

### Таксономия[7]
Saussurea alpina DC., 1810, Ann. Mus. Natl. Hist. Nat. xvi.198
Вид Соссюрея альпийская относится к роду Соссюрея относится к семейству Астровые (Asteraceae) порядка Астроцветные (Asterales). Кладограмма в соответствии с Системой APG IV по состоянию на июнь 2023 года:
|  |                                      |  |                                   |                                   |                    |  | ещё 10 семейств | ещё 10 семейств |                     |  |  |  | еще 463 подтвержденных и 111 ожидающих подтверждения видов и инфравидовых таксонов |
|  |                                      |  |                                   |                                   |                    |  | ещё 10 семейств | ещё 10 семейств |                     |  |  |  | еще 463 подтвержденных и 111 ожидающих подтверждения видов и инфравидовых таксонов |
|  |                                      |  |                                   | порядок Астроцветные              |                    |  |                 |                 | род Соссюрея        |  |  |  |                                                                                    |
|  |                                      |  |                                   | порядок Астроцветные              |                    |  |                 |                 | род Соссюрея        |  |  |  |                                                                                    |
|  | отдел Цветковые, или Покрытосеменные |  |                                   |                                   | семейство Астровые |  |                 |                 | Соссюрея альпийская |  |  |  |                                                                                    |
|  | отдел Цветковые, или Покрытосеменные |  |                                   |                                   | семейство Астровые |  |                 |                 |                     |  |  |  |                                                                                    |
|  |                                      |  | ещё 63 порядка цветковых растений | ещё 63 порядка цветковых растений |                    |  |                 | ещё 1787 родов  | ещё 1787 родов      |  |  |  |                                                                                    |
|  |                                      |  |                                   | ещё 63 порядка цветковых растений |                    |  |                 |                 | ещё 1787 родов      |  |  |  |                                                                                    |

## Синонимы
- Bennettia alpina  Gray
- Centaurea saussurea  E.H.L.Krause
- Cirsium alpinum  All.
- Cnicus alpinus  Loisel.
- Heterotrichum alpinum  Link
- Heterotrichum arcticum  M.Bieb. ex Herder
- Poecilotriche macrophylla  Dulac
- Saussurea alpina subsp. alpina
- Saussurea alpina subsp. macrophylla  (Saut.)  Nyman
- Saussurea alpina var. alpina  –
- Saussurea borealis  Fisch. ex Herder
- Saussurea compacta  Fisch. ex Herder
- Saussurea lapatifolia  H.Karst.
- Saussurea ledebouri  Herder
- Saussurea ledebouri var. ledebouri
- Saussurea leucantha  Jord.
- Saussurea macrophylla  Saut.
- Saussurea monticola  Richardson
- Saussurea multiflora  (L.)  DC.
- Saussurea pumilio  Fisch. ex DC.
- Saussurea subsinuata  Ledeb.
- Serratula frigida  Fisch. ex Herder
- Staehelina alpina  Schrank
- Theodorea alpina  Kuntze